# Mindaugas Žukauskas
Mindaugas Žukauskas (Šiauliai, 24 agosto 1975) è un ex cestista lituano.

## Carriera
Ha giocato con lo Žalgiris Kaunas, l'Olimpia Lubiana e la Montepaschi Siena, conquistando 2 Coppa delle Coppe, una Eurolega,  tre campionati lituani, un campionato sloveno, un campionato italiano, una coppa di Slovenia e una Supercoppa Italiana.
Con la nazionale lituana di pallacanestro ha conquistato una medaglia d'oro all'Eurobasket 2003 e una di bronzo alle Olimpiadi di Atlanta 1996.

## Palmarès
- Campionato lituano: 2

Žalgiris Kaunas: 1997-98, 1998-99
- Campionato sloveno: 1

Olimpija Lubiana : 2001
- Campionato italiano: 1

Mens Sana Siena: 2003-04
- Coppa di Slovenia: 1

Olimpija Lubiana: 2001
- Supercoppa italiana: 1

Mens Sana Siena: 2004
- Coppa dei Campioni: 1

Žalgiris Kaunas: 1998-99
- Eurocoppa - Coppa Saporta: 2

Žalgiris Kaunas: 1997-98
Mens Sana Siena: 2001-02
- Lega Nord Europea NEBL: 1

Žalgiris Kaunas: 1999